# Philip Blacker

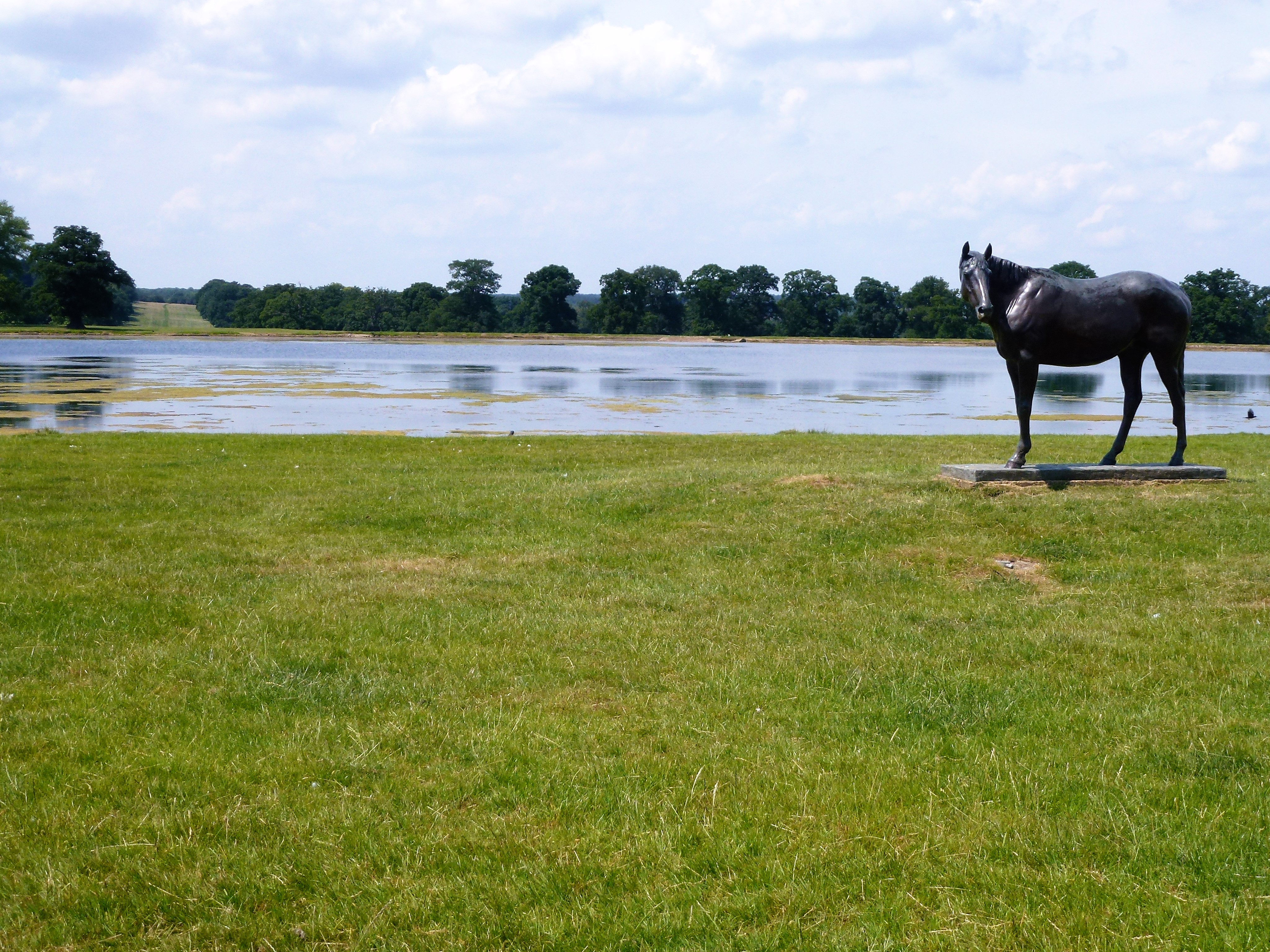
Mrs Moss

Philip Blacker (* 1949 in Dorset) ist ein britischer Bildhauer.

## Leben
Philip Blacker, Sohn von Cecil Blacker und Bruder des Schriftstellers und Musikers Terence Blacker, besuchte unter anderem die Milton Abbey School in Dorset, begann laut einzelnen Quellen ein Kunststudium, arbeitete aber dann zunächst als Jockey. Nach rund 350 siegreich absolvierten Pferderennen beendete er diese Karriere und stellte die Bildhauerei, die er außerhalb der Rennsaison erlernt hatte, in den Mittelpunkt seines Schaffens. Inspiriert wurde er unter anderem von Rembrandt Buggatti und John Skeaping; seine Lehrerin war Margot Dent.
Blacker schuf zahlreiche Bronzebildnisse berühmter Rennpferde in Lebensgröße, als erstes eine Statue von Red Rum in Aintree, später beispielsweise ein Bildnis von Best Mate, das in Cheltenham aufgestellt wurde, eines von Persian Punch, das seinen Platz in Newmarket hat, und eines von Desert Orchid, das in Kempton steht, aber auch andere Werke, die Menschen- und Tiergestalten zeigen. Anlässlich des 40. Jahrestages des dritten Grand-National-Sieges von Red Rum im Jahr 2017 stellte er 400 Bronzestatuetten des Pferdes her.
In der Tryon Gallery in London hatte er mehrere Einzelausstellungen.
In einem Interview mit Penny Faust im Jahr 1988 berichtete er von seiner bewegten Kindheit, die wegen des Berufes seines Vaters von zahlreichen Umzügen geprägt war. Blacker heiratete im Jahr 1978, aus der Ehe gingen zwei Töchter hervor.